# Alan Grahame
Alan William Grahame (ur. 5 lutego 1954 w Birmingham, zm. 3 października 2021) – brytyjski żużlowiec.

## Życiorys

### Kariera sportowa
Dwukrotny medalista indywidualnych mistrzostw Wielkiej Brytanii: srebrny (Coventry 1982) oraz brązowy (Coventry 1989). Dziesięciokrotny medalista drużynowych mistrzostw Wielkiej Brytanii: dwukrotnie złoty (1981, 1983), dwukrotnie srebrny (1982, 1987) oraz sześciokrotnie brązowy (1975, 1979, 1984, 1988, 1989, 1991).
Wielokrotny uczestnik eliminacji indywidualnych mistrzostw świata (najlepszy wynik: Vojens 1984 – XII miejsce w finale interkontynentalnym i awans do finału światowego, w którym – jako zawodnik rezerwowy – zdobył 5 pkt w dwóch startach).
W lidze brytyjskiej reprezentant klubów: Birmingham Brummies (1973–1977), Swindon Robins (1975, 1986), Poole Pirates(1975), Wolverhampton Wolves (1975), Hull Vikings (1975, 1995–1998), Cradley Heath Heathens (1978–1985, 1987–1991, 1993), Stoke Potters (1992), Oxford Cheetahs (1993, 1994) oraz Peterborough Panthers (1994).

### Życie prywatne
Brat Andy’ego Grahame’a, również żużlowca.